# Liste der Landesstraßen in Baden-Württemberg
Diese Liste der Landesstraßen in Baden-Württemberg ist eine Auflistung der Landesstraßen im Bundesland Baden-Württemberg. Die Abkürzung für Landesstraßen ist das L.
Bei der Gründung der südwestdeutschen Länder nach dem Zweiten Weltkrieg erhielten die in der französischen Besatzungszone gelegenen Landesstraßen in Baden (Südbaden) und Württemberg-Hohenzollern den Zahlenbereich unter 500. So tragen die Landesstraßen im ehemaligen Regierungsbezirk Südbaden Nummern aus dem Zahlenbereich ab 67, diejenigen aus dem ehemaligen Regierungsbezirk Südwürttemberg-Hohenzollern aus dem Zahlenbereich ab 230.  
Bei den Landesstraßen im zur amerikanischen Besatzungszone gehörenden Land Württemberg-Baden wurde nach den Landesbezirken getrennt. Im Landesbezirk Baden (später Regierungsbezirk Nordbaden) wurde der Zahlenbereich ab 500, im Landesbezirk Württemberg (später Regierungsbezirk Nordwürttemberg) der Zahlenbereich ab 1000 gewählt.

## Liste der Landesstraßen
→ Hauptartikel:
- Liste der Landesstraßen in Baden-Württemberg ab der L 67
- Liste der Landesstraßen in Baden-Württemberg ab der L 230
- Liste der Landesstraßen in Baden-Württemberg ab der L 500
- Liste der Landesstraßen in Baden-Württemberg ab der L 1000
- Liste der Landesstraßen in Baden-Württemberg ab der L 1200
- Liste der Landesstraßen in Baden-Württemberg ab der L 2000